# Liceul Militar „Regele Ferdinand I” din Chișinău
Liceul Militar „Regele Ferdinand I” din Chișinău a fost o instituție militară de învățământ. A fost înființat prin Înaltul Decret nr. 3613 din 21 august 1919.

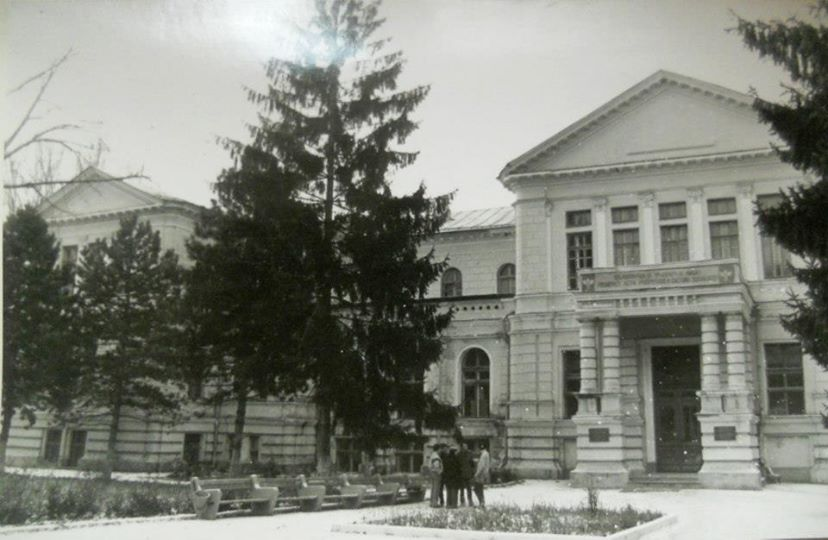
Clădirea fostului liceu nr. 3, sediul Sfatului Țării în 1917-1918. Fotografie contemporană (1989)

Găsirea unei clădiri adecvate pentru procesul de instruire a fost o provocare pentru autoritățile locale. Doar două localuri corespundeau cerințelor: Liceul de băieți nr. 2 și Liceul de băieți nr. 3 unde în perioada 1917-1918 a activat Sfatul Țării. La propunerea ministrului de război, generalul de brigadă Ion Rășcanu, la 14 mai 1920, Consiliul de Miniștri a hotărât cedarea localului în care a avut loc Sfatul Țării pentru Liceul Militar „Regele Ferdinand I”.De la 9 aprilie 1933, când a fost înființată la Chișinău Facultatea de Științe Agricole a Universității din Iași, cu sediul în fostul palat al Sfatului Țării, liceul militar a fost transferat în incinta Liceului nr. 2 unde a activat până în 1940.
Primul comandant al liceului a fost locotenent-colonelul Mihail Hristescu. În perioada 1924-1934, comandantul liceului militar a fost colonel dr. Vasile Nădejde. Urmează în 1936 colonelul Nicolae Ghica, iar în anul 1939, colonelul Vasile Cialâc. Ultimul comandant, înainte de desființarea în 1945, a fost căpitanul Valeriu Crintea.
După cedarea Basarabiei în vara anului 1940, liceul a fost evacuat la Craiova unde a funcționat până în 1942 când a fost readus la Chișinău. Deoarece clădirea liceului a fost distrusă în război, cursurile s-au desfășurat (în perioada 1942-1944) în clădirea Seminarului Teologic. A urmat o nouă evacuare la Craiova, iar la sfârșitul anului școlar 1944-1945 liceul a fost desființat. Elevii din Basarabia au fost duși, în câteva loturi, în URSS.
Astăzi, fostul sediu al liceului militar este ocupat de Serviciul de Informații și Securitate.

## Absolvenți
- Viceamiral ing. Grigore Marteș, promoția 1934[5]
- Vlad Mușatescu
- Constantin Virgil Gheorghiu, promoția 1936